# Сульфид свинца(II)
Сульфид свинца (галенит, свинцовый блеск) — неорганическое химическое соединение свинца и серы, представляющее собой кристаллическое соединение с окраской от сине-серого до серебристо-серой.

## Получение
Взаимодействием расплавов или паров свинца с серой:
{\displaystyle {\mathsf {Pb+S\longrightarrow PbS}}}
Осаждением из водного раствора Рb2+ сероводородом или какими-либо другими сульфидами:
{\displaystyle {\mathsf {Pb(NO_{3})_{2}+Na_{2}S\longrightarrow PbS\downarrow +2NaNO_{3}}}}
Сульфид свинца можно также получить из свинец-органических веществ, при взаимодействии с органическими соединениями серы (меркаптанов, тиофенов и др.):
{\displaystyle {\mathsf {CH_{3}SH+Pb(C_{2}H_{5})_{4}\longrightarrow PbS\downarrow +CH_{3}SC_{2}H_{5}+3C_{2}H_{6}}}}

## Физические свойства
- Температура плавления 1114 °C.
- Температура кипения 1281 °C.
- Твёрдость от 2 до 3, в зависимости от получения или природного местонахождения.
- Плотность 7,5 г/см³
- Давление паров при 800 °C − 0,2 мм рт. ст., а при 900 °C − 2 мм рт. ст.
- Уравнение температурной зависимости давления пара в условиях конгруэнтного испарения: lgPPbS, атм = −11597/T + 6,61.

## Кристаллическая решетка
Для кристаллов PbS при стандартных условиях характерна кубическая сингония (типа NaCl, z = 4, пространственная группа Fm3m), но при повышении давления 2,4—4,2 МПа устойчивой становится ромбическая сингония (типа SnS, пространственная группа Pcmn).

## Химические свойства
- В парах происходит частичное разложение сульфида свинца на следующие соединения: Рb2S2, Рb, S2, РbS2.

- Не растворим в воде, щелочах и разбавленных кислотах (кроме азотной), соляная и серная (средней концентрации) кислоты вытесняют сероводород из соли, а концентрированные кислоты-окислители окисляют сульфид свинца до сульфата свинца:

{\displaystyle {\mathsf {PbS+2HCl\longrightarrow PbCl_{2}+H_{2}S\uparrow }}}
{\displaystyle {\mathsf {PbS+8HNO_{3}\longrightarrow PbSO_{4}+8NO_{2}\uparrow +4H_{2}O}}}
- При прокаливании в потоке кислорода или воздуха происходит окисление атома серы с образованием оксида свинца(II):

{\displaystyle {\mathsf {2PbS+3O_{2}\xrightarrow {1200^{o}C} 2PbO+2SO_{2}\uparrow }}}
- Восстановить сульфид свинца до металлического свинца можно нагреванием в токе водорода либо оксидом свинца(II)[1]:

{\displaystyle {\mathsf {PbS+H_{2}\xrightarrow {400-600^{o}C} \ Pb+H_{2}S\uparrow }}}
{\displaystyle {\mathsf {PbS+2PbO\xrightarrow {800-900^{o}C} \ 3Pb+SO_{2}}}}
- Легко окисляется озоном:

{\displaystyle {\mathsf {PbS+4O_{3}\longrightarrow PbSO_{4}+4O_{2}\uparrow }}}

## Применение
- Применяют в керамической промышленности;
- Используют для получения защитных плёнок, полупроводниковых, новых современных наноматериалов[2];
- Сульфид свинца — хороший материал полупроводниковой техники, фотоприемников и детекторов ИК-диапазона.

## Интересные факты
Свинцовые белила, использовавшиеся ранее при изготовлении картин, со временем приобретают серый оттенок. Это происходит из-за того, что свинцовые белила реагируют с постоянно присутствующим в воздухе в следовых количествах сероводородом, при этом образуется темный сульфид свинца(II):
{\displaystyle {\mathsf {2PbCO_{3}\cdot Pb(OH)_{2}+3H_{2}S\rightarrow 3PbS+2CO_{2}+4H_{2}O}}}
Восстановить такие картины можно обработкой пероксидом водорода, который переводит тёмный сульфид свинца(II) в белый сульфат:
{\displaystyle {\mathsf {PbS+4H_{2}O_{2}\rightarrow PbSO_{4}+4H_{2}O}}}
Соединение PbS2 на самом деле является не сульфидом свинца(IV), а персульфидом свинца(II), в молекуле которого присутствует ион S22−, аналогичный пероксид-иону. Cульфид свинца(IV) не существует в природе и не может быть получен, так как ион Pb4+ является сильным окислителем, а ион S2− — восстановителем, и при попытке образования PbS2 происходит следующая окислительно-восстановительная реакция:
{\displaystyle {\mathsf {2PbO_{2}+2Na_{2}S\rightarrow PbO+2Na_{2}O+2SO_{2}}}}
Сернистый свинец в сочетании с железом как компоненты термопары упоминается в фантастическом рассказе Вадима Охотникова "Наследники лаборанта Синявина".
Имеется патент на термоэлемент с положительным электродом из интерметаллического соединения сурьма-цинк и с отрицательным из сернистого свинца.

## Распространение
Руды с максимальным содержанием сульфида свинца найдены и добываются на территории Германии, Чехии, Великобритании, Канады и Австрии.
В рудах сульфиду свинца часто сопутствуют соединения серебра, обычно сульфид серебра Ag2S.
Сульфид свинца обнаружен также на некоторых планетах Солнечной системы (по данным РФФИ).